# Statuts
Pour les articles homonymes, voir Statut.
En droit, les statuts d’une personne morale sont un texte règlementaire officiel définissant à minima le statut juridique de cette personne et les différents éléments que ce statut impose, ce qui inclut la plupart du temps les objectifs de l’organisation et son mode de gouvernance. En cas de conflit, ils font référence devant le tribunal. Les statuts se situent en bas de la hiérarchie des normes : ils ne peuvent pas permettre ce qu’interdit une loi ou un arrêté. 
Le byelaw anglophone a un usage dans le cadre des décisions administratives au niveau local ou municipal qui est souvent semblable à l'arrêté municipal français.
Ils peuvent prévoir d’être complétés par l’instauration d’un règlement intérieur, plus souple à modifier que les statuts, mais qui ne peut pas les contredire. Ils définissent alors son champ d’application, qui peut le modifier et dans quelles conditions.

## Contenu
Les statuts définissent tout d’abord la forme juridique issue du droit du pays dans lequel l’organisation est créée. Ensuite, les différents éléments qui doivent être présents dans les statuts sont définis selon le statut juridique de l’organisation.

### Gouvernance
Les statuts définissent qui peut être partie prenante de l’organisation (généralement sous le nom de « membre », « associé », « actionnaire » ou « sociétaire ») et comment (participation financière, nécessité d’acceptation des autres parties ou non, etc.). Ils précisent ensuite qui dirigent l’organisation et à quelle condition.
Sont notamment définis les pouvoirs de l’assemblée générale qui constitue l’ensemble des parties et éventuellement de certaines personnes particulières (par exemple un président) ou d’instances décisionnelles (par exemple un conseil d'administration).
Dans le cas où certaines personnes ou instances ont des pouvoirs particuliers, il est précisé comment ces personnes ou instances sont désignées (cooptation, élection, tirage au sort, place réservée de droit…).

## Droit par pays

### Droit canadien
En droit des sociétés fédéral, la Loi canadienne sur les sociétés par actions (LCSA) prévoit qu'une société doit adopter des statuts constitutifs. En droit des sociétés provincial, la Loi sur les sociétés par actions du Québec (LSAQ) contient des dispositions équivalentes.

### Droit français
Les statuts correspondent, dans le droit français, à un contrat de société pour les sociétés commerciales, à un contrat d’association pour les associations à but non lucratif ou à un autre texte définitionnel dont le contenu minimum est défini par la loi pour les établissements publics (par exemple, par le Code général des collectivités territoriales pour un établissement public de coopération intercommunale).